# Trofim Danieluk
Trofim Danieluk, także Trokhym Danyliuk (ur. 1880, zm. 1960) – ukraiński rolnik, który pomógł Polakom podczas II wojny światowej.

## Życiorys
Trofim Danieluk wraz z żoną Agrypiną i pięciorgiem dzieci prowadził gospodarstwo we wsi Czerniejów na Wołyniu. Podczas I wojny światowej służył w carskiej armii.
Czerniejów zamieszkały był w większości przez Ukraińców, a także przez kilka rodzin polskich i mieszanych. Latem 1943 w okolicy zaczęła narastać wymierzona w polską ludność aktywność ukraińskich nacjonalistów. 6 sierpnia 1943 działacze UPA-OUN z sąsiedniej wsi napadli na Czerniejów. Zamordowali 18 Polaków, w tym Wiktorię Zubkiewicz wraz z córkami: Genowefą i Marią. Ciężko rannemu ojcu, Feliksowi Zubkiewiczowi, udało się uciec. Ich syn, Władysław, wraz z żoną i dziećmi spali tamtej nocy u sąsiada. Kiedy wracali rano do domu, usłyszeli strzały i ukryli się w polu.
Banderowcy o miejsce pobytu Władysława wypytywali mieszkającego nieopodal Trofima Danieluka. Ukrainiec celowo wprowadził ich w błąd, mówiąc, że Zubkiewicza od trzech dni nie było w domu. W ten sposób uratował życie jego i jego rodziny, ryzykując własnym. Po wojnie Zubkiewiczowie przenieśli się do Chełma.
Za okazaną pomoc Danieluk w 2022 został pośmiertnie odznaczony Medalem Virtus et Fraternitas. Podczas uroczystej dekoracji wyróżnienie odebrała Halina Daniluk – żona jego prawnuka.